# Bellavista Nova
Bellavista Nova és una masia de grans dimensions del terme municipal de Sant Martí de Centelles, a la comarca catalana d'Osona, en terres de l'antic poble de Sant Miquel Sesperxes, sent un dels masos més llunyans de la parròquia de Sant Miquel. El seu origen es remunta al segle xvi.
Està situada a l'extrem sud del terme municipal, a la dreta del torrent del Mas Bosc, en el vessant oriental del Sant Miquel, al nord-est de la masia denominada Mas Bosc. i al nord-oest de la Font del Mas Bosc. Es troba a l'extrem de ponent de la Serra de Puig-arnau.
L'edifici principal no està en estat ruïnos, és de planta quadrada i té dos pisos, dels que no se'n conserva la coberta (que sembla que era de doble vessant). Els murs són de paredat comú compaginat amb l'ús de petites pedres sense treballar i lligades amb morter. La majoria de les obertures i finestres no es conserven o estan en mal estat.
La planta baixa, hi havia el nucli format per diverses estances, tot i que una gran part d'aquest pis fou modificat per tal d'utilitzar-la com a estable. L'edifici està rodejat per altres construccions auxiliars dedicades a l'explotació ramadera. Actualment aquest mas no té ús residencial, només serveix per guardar-hi bestiar.